# Остапенко (посёлок)
Остапенко (укр. Остапенка) — посёлок в Тавричанской сельской общине Каховского района Херсонской области Украины.
Население по переписи 2001 года составляло 114 человек. Почтовый индекс — 74851. Телефонный код — 5536. Код КОАТУУ — 6523580702.

## Местный совет
74851, Херсонская обл., Каховский р-н, пос. Волынское, ул. Ленина, 25